# Хевисајдов делфин
Хевисајдов делфин (лат. Cephalorhynchus heavisidii, енгл. Heaviside's dolphin, рус. Дельфин Хэвисайда) је врста из породице океанских делфина (Delphinidae) и парвореда китова зубана (Odontoceti). 

## Угроженост
Подаци о распрострањености ове врсте су недовољни.

## Распрострањење
Ареал врсте је ограничен на мањи број држава. Врста је присутна у Јужноафричкој Републици, Намибији и Анголи.

## Станиште
Станиште врсте су морски екосистеми.